# Albert Ilg
Albert Ilg, född 11 oktober 1847, död 28 november 1896, var en österrikisk konsthistoriker.
Ilg utgav bland annat Zeitstimmen über Kunst und Künstler der Vergangeheit (1881) och Die Fischer von Erlach (1895), samt översatte Cennino Cenninis Trattato della pittura och andra äldre konstteoretiska verk.